# فرنسيس كوكريل
فرنسيس كوكريل (بالإنجليزية: Francis Cockrell)‏ هو كاتب سيناريو وسياسي أمريكي، ولد في 1 أكتوبر 1834 بكانساس سيتي في الولايات المتحدة، وتوفي في 13 ديسمبر 1915 بواشنطن العاصمة في الولايات المتحدة. حزبياً، نشط في الحزب الديمقراطي. انتخب عضو مجلس الشيوخ الأمريكي.